# St. Pius (Aschaffenburg)

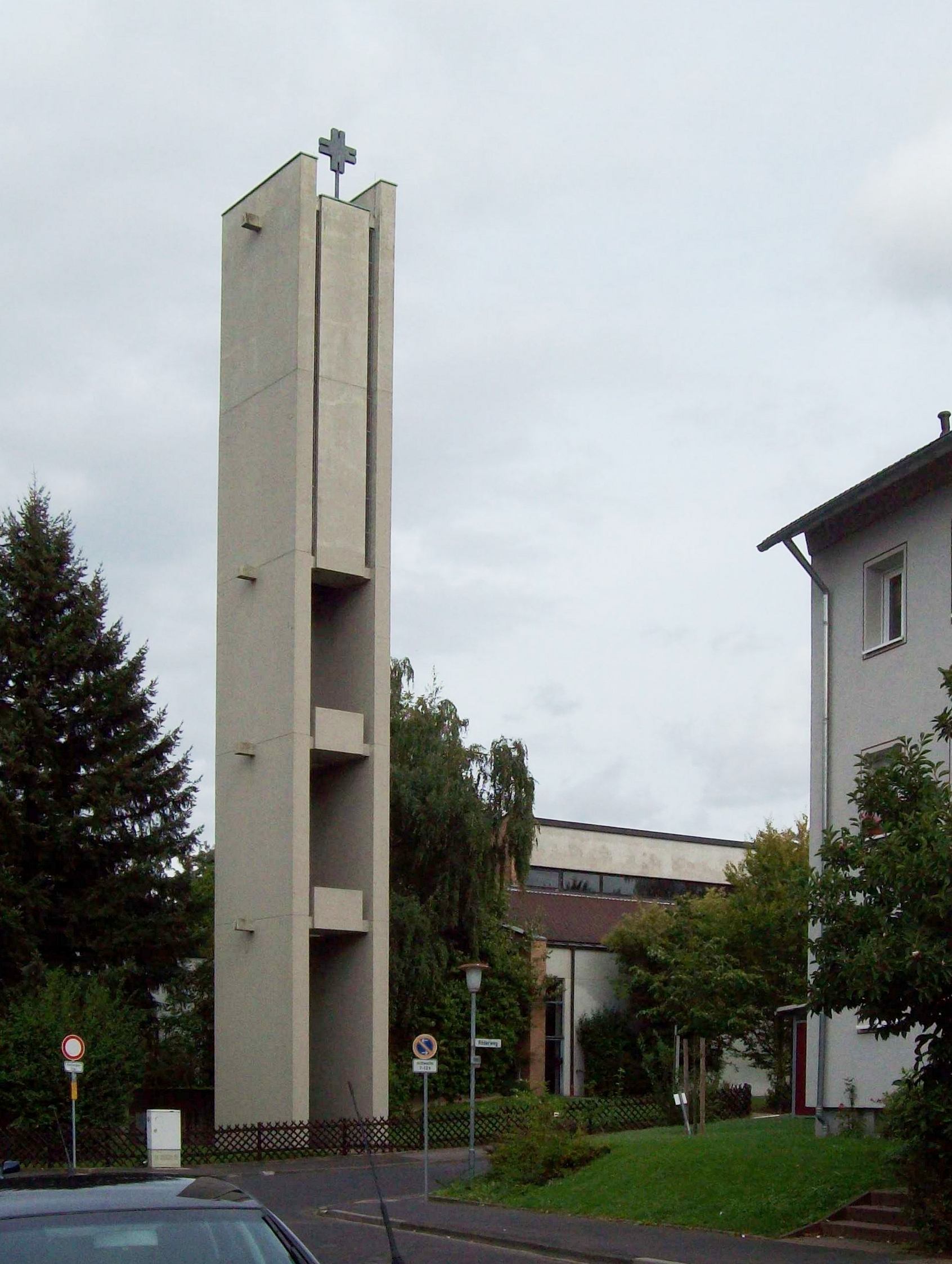
St. Pius, Turm

St. Pius ist eine 1967 errichtete katholische Pfarrkirche im Südosten der Stadt Aschaffenburg.

## Geschichte
Das Baugelände am Bessenbacher Weg wurde 1958 erworben. Am 8. September 1964 wurde auf Drängen des Pfarrers Anton Haselbrunner durch Gebietsabtretung der Herz-Jesu-Pfarrei im Südosten die neue Pfarrei gegründet und dem zehn Jahre vorher heiliggesprochenen Papst Pius X. geweiht.
Nach den Plänen von Dombaumeister Hans Schädel vom Bischöflichen Bauamt in Würzburg sollte ein Pfarrzentrum für einen modernen Stadtteil mit Kindergarten, Schwesternhaus, Pfarrhaus, Sakristei, Kirche und Pfarrsaal entstehen. Der erste Bauabschnitt umfasste Kindergarten, Schwesternhaus/Hausmeisterwohnung und Pfarrhaus sowie die Sakristei mit der Heizungsanlage. Die Bauleitung hatte Erich Roth, Bauausführung die ARGE Dreßler/Hörnig/Aulbach, Aschaffenburg. Die Weihe fand am 14. Februar 1967 durch Domkapitular Prälat Johannes Kötzner statt.

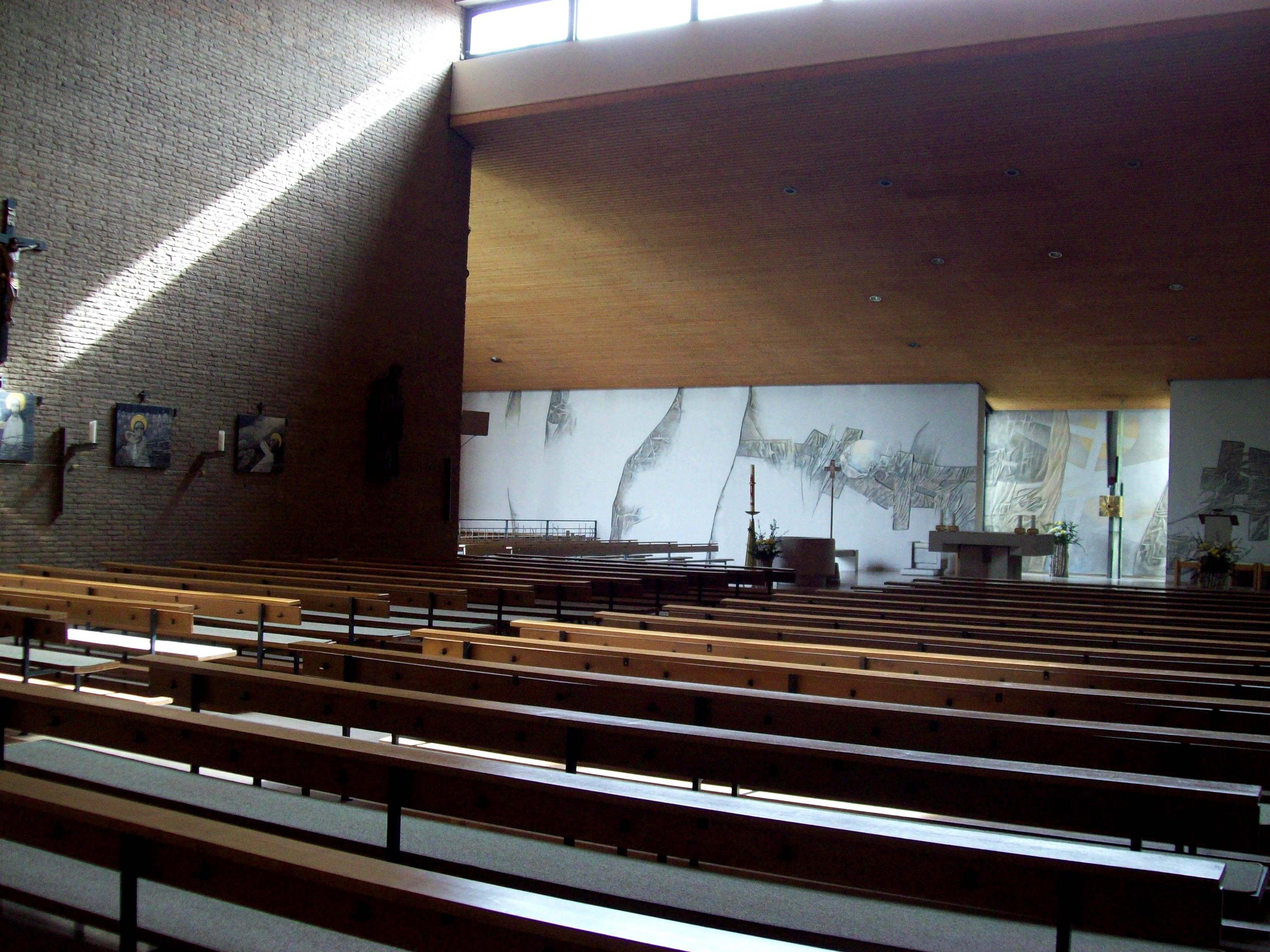
Mittelschiff, Blick zur Altarinsel

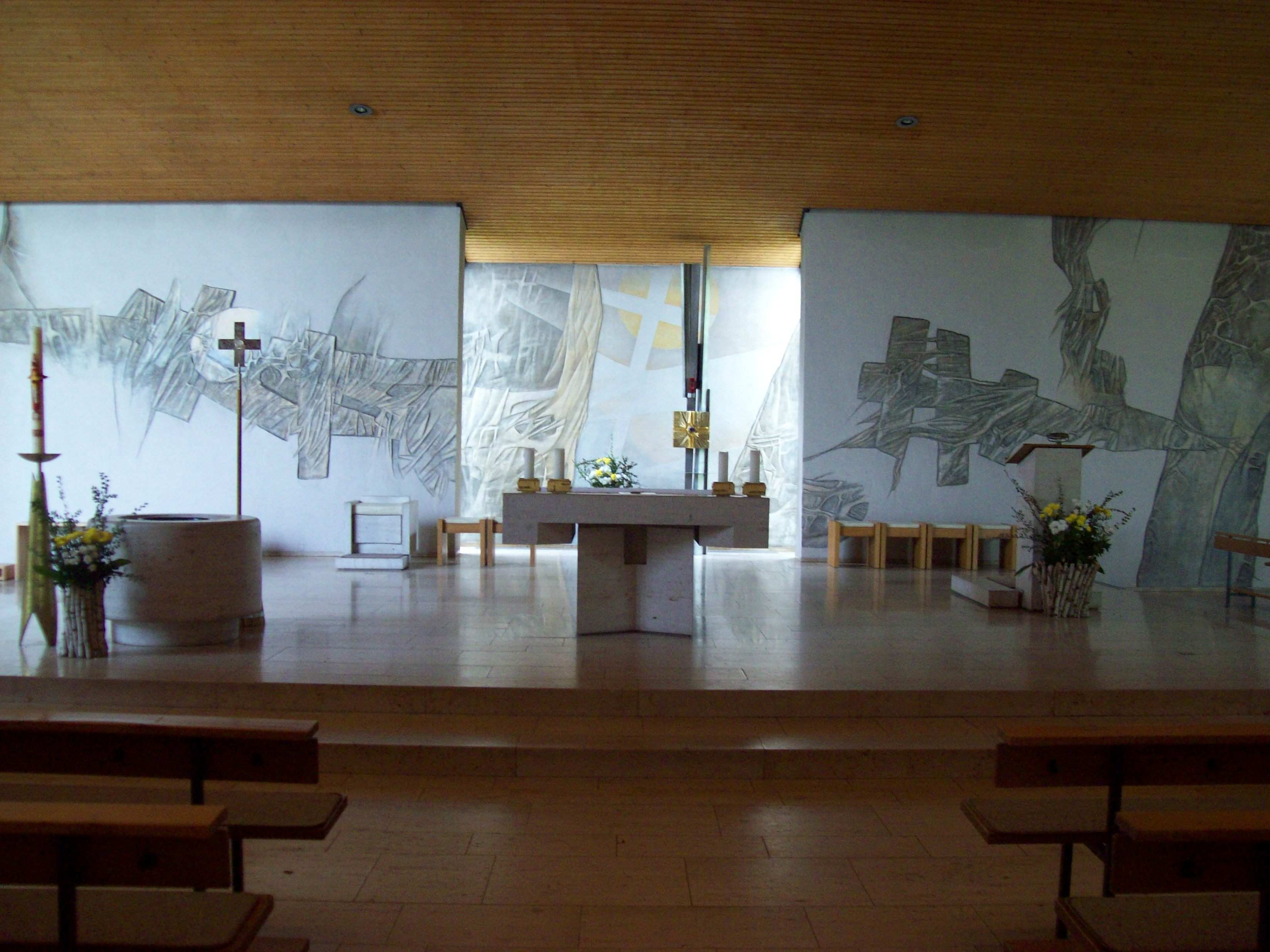
Altarraum

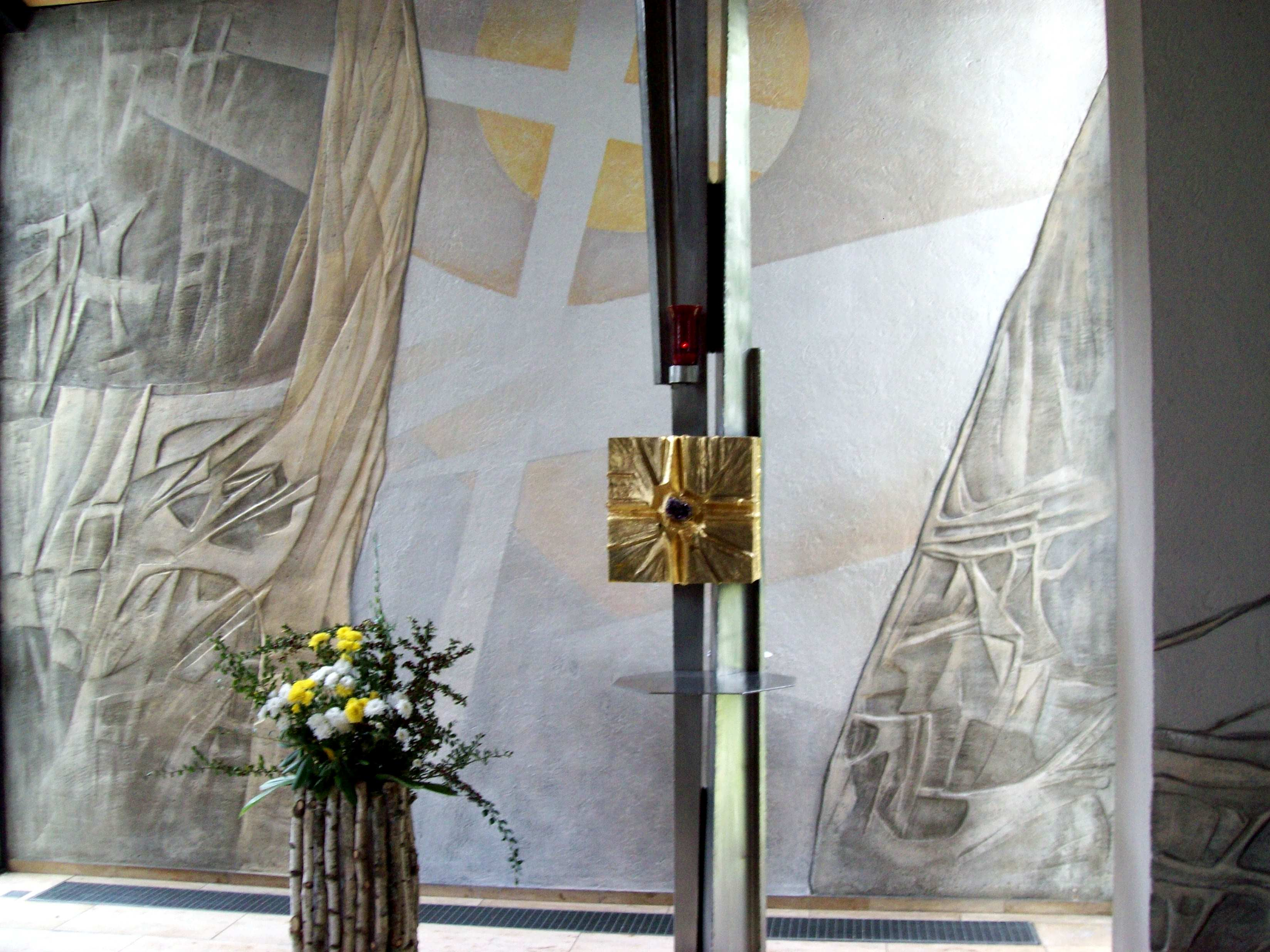
Tabernakel

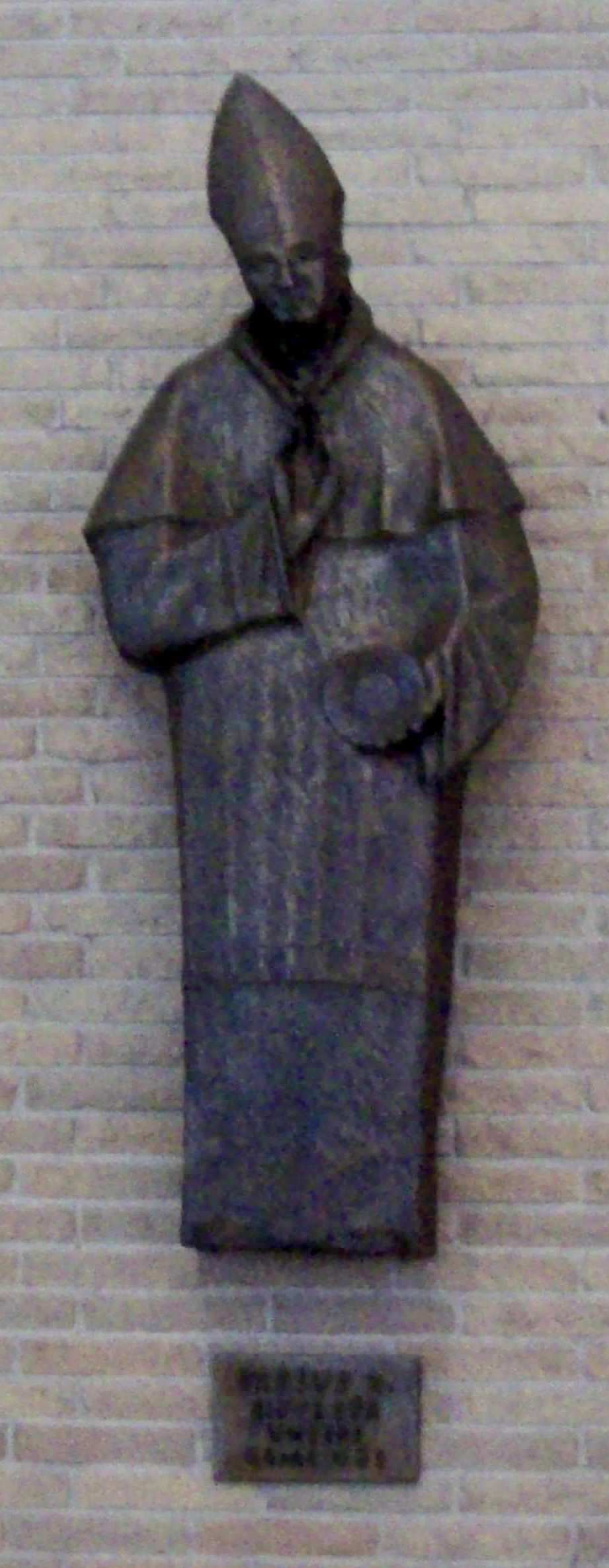
Kirchenpatron Papst Pius X.

## Kirche
Im zweiten Bauabschnitt sollten Kirche und Pfarrsaal entstehen. Allerdings machte die weitere Finanzierung Probleme. Auf Vorschlag des Aschaffenburger Stadtplaners Max Guther wurden durch Drehung der Kirche um 180° die Proportionen verändert, ohne die Gesamtwirkung zu zerstören. Die Grundsteinlegung fand am 5. März 1967 statt. Unter der Leitung von Erich Roth und der Firma Adam Hörnig & Söhne entstand ein Kirchenbau in Kreuzform mit einem Längsschiff von 15,50 × 23 m und einem Querschiff von 24 × 12 m Größe. Den Längsbalken bildet das Hauptschiff, im Schnittpunkt des Kreuzes steht der Altar. Die Wandhöhe von 12,50 m schließt mit einem 1,50 m hohen Lichtband ab. St. Pius ist ein mit Hohllochziegeln ausgemauerter Stahlbetonständerbau mit Holzdecke. Die Seitenschiffe sind einseitig durchgehend verglast. Das linke Seitenschiff „Freude und Musik“  beginnend mit dem Taufstein schließt an der Rückwand mit der Orgel und Sängerpodium ab, das rechte Seitenschiff „Verkündigung und Evangelium“ beginnend mit dem Ambo schließt an der Rückwand mit Kreuz und den vier Evangelisten ab. In der Chornische mit seitlich 1 m × 4,50 m indirektem Licht befindet sich der Tabernakel.
Die künstlerische Ausgestaltung erfolgte durch den Aschaffenburger Künstler Siegfried Rischar. Bei der bleiverglasten Rückfront ließ er sich von der Vorstellung leiten, dass der Besucher des Gotteshauses aus der Welt der Bedrängnis und der inneren Anfechtung kommt. Diese Idee soll in der Wirrnis der Farben und Formen sichtbar werden. Die Altarwand ist ein Verputzrelief mit Seccomalerei, in der Rischar das Heilsgeschehen versinnbildlicht. Es entstand ein Wandbild in der gesamten Breite der Front, das um den Leidensweg des Herrn, seine Auferstehung und die Erlösung kreist. Statt einer Illustration bietet es dem Beschauer Zeichen, Sinnbilder, die sich zur Mitte hin verdichten. Kreuz und Dornenkrone werden sichtbar.
Die Altarinsel ist um zwei Stufen erhöht. Tabernakel und Tabernakelsäule, die in der Form einem zerborstenen Kreuzesstamm gleicht, sind aus Edelstahl. Altartisch, Taufstein, Ambo, Priestersitz und Apostelleuchter, geschaffen von Hans Huschka aus Laudenbach, fügen sich in die Ausstattung dieser modernen Kirche ein.
An das Kirchengebäude schließt ein 17 × 13 m großer Pfarrsaal an, in dem bis zu 150 Besucher Platz finden. Die Firma Ernst Aulbach erstellte den 26 Meter hohen Kirchturm in Stahlbetonkonstruktion mit drei Geschossen und einem Glockenstuhl.
Am 23. September 1967 weihte Bischof Josef Stangl die Kirche und stellte sie unter das Patronat des heiligen Papstes Pius X.
Im Eingangsbereich links befand sich ursprünglich die Taufkapelle. Sie nahm nach der Umgestaltung 1981 die sterbliche Hülle des ersten Pfarrers Franz Roth auf. In ihr wird auch der verstorbenen Pfarrangehörigen gedacht. Das Kreuz (Christusfigur) ist eine Arbeit des aus Aschaffenburg stammenden Künstlers A. Ress (München), darunter eine bronzene Gedenkplatte für Pfarrer Roth.
Auf der rechten Seite sind Beichtkapelle und Marienkapelle zur Besinnung und zum stillen Gebet. Hier steht eine barocke Madonna aus dem 18. Jahrhundert. Gegenüber der Madonna zeigt ein Emailbild den Hl. Judas Thaddäus, geschaffen von Br. Adelmar Dölger, Münsterschwarzach.
1977 wurden zwei Bronzefiguren angebracht, Kirchenpatron St. Pius X und St. Josef, geschaffen von dem Aschaffenburger Künstler Hermann Kröckel, gegossen in der Kunstgießerei Grundhöfer, Laufach/Niedernberg. Kröckel schuf auch einen neuen, vergoldeten Tabernakel.
1994/95 entstand ein Kreuzweg, gemalt von Siegfried Rischar. Diesem Kreuzweg liegen Texte zugrunde, die Papst Johannes Paul II. am Karfreitag 1994 im Kolosseum in Rom gebetet hat. Jede Station basiert auf einem Ereignis, das die Evangelisten im Neuen Testament beschreiben, auf die Darstellung legendärer Situationen wurde verzichtet. Die Bilder in Kunstharz-Öl-Gemisch hat Rischar auf Holzplatten gemalt, der Heiligenschein Jesu ist Blattgold.

## Orgel

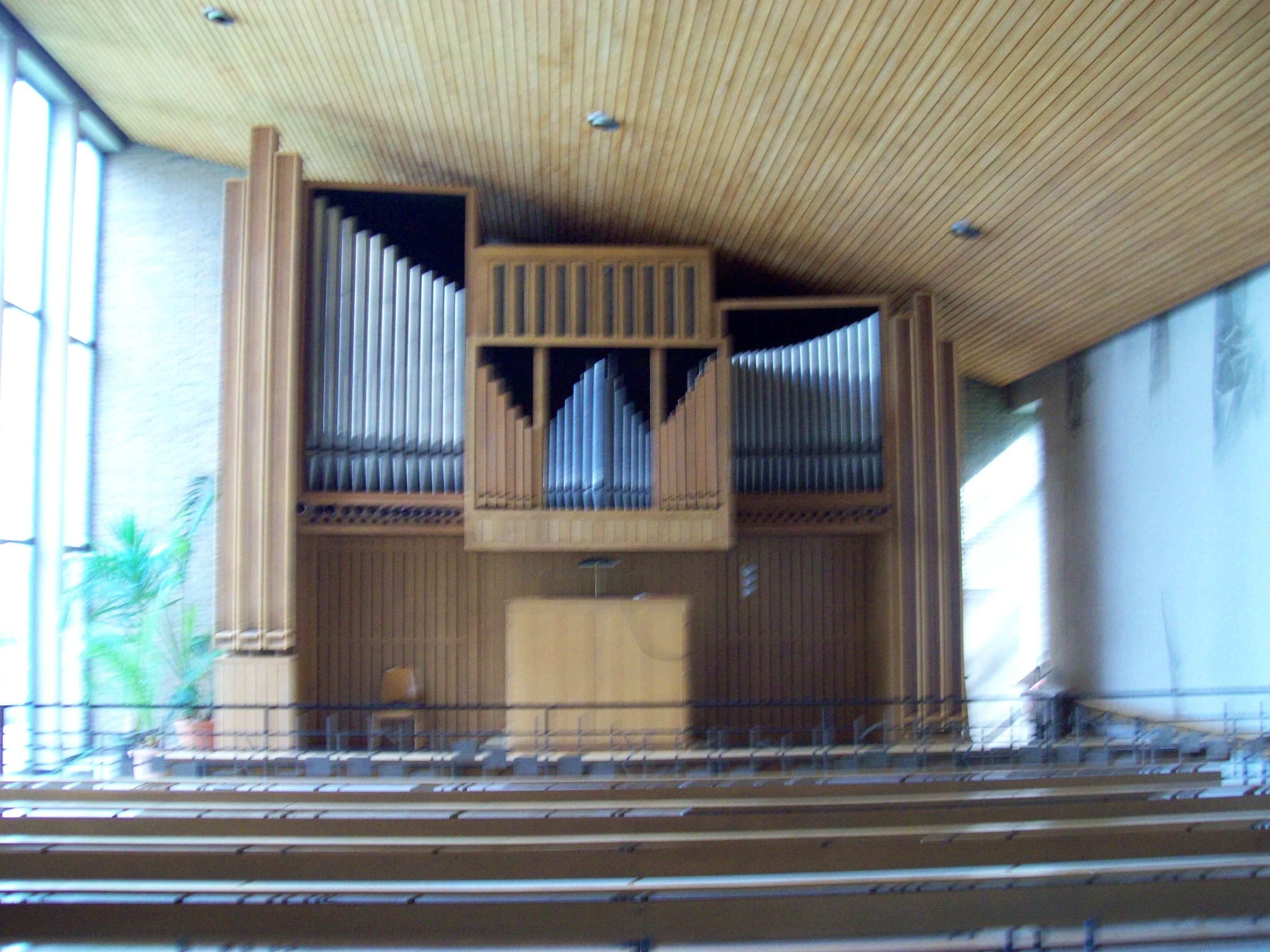
St. Pius Orgel

Im linken Seitenschiff steht an der Stirnwand die Orgel der Orgelbauers Gerhard Stumpf aus Neustadt im Odenwald, die 1971/72 erbaut und montiert wurde. Das Weihekonzert am 9. Juni 1972 spielte der Würzburger Domorganist Paul Damjakob. Das Schleifladen-Instrument „mit rein französischer Prägung“ hat 33 Register auf drei Manualen und Pedal. Der Spieltisch steht frei vor der Orgel. Die Spieltraktur ist mechanisch, die Registertraktur ist elektrisch.
| I Hauptwerk C–g3 |                    |       |
| 1.               | Quintatön          | 16′   |
| 2.               | Principal          | 8′    |
| 3.               | Holzflöte          | 8′    |
| 4.               | Octave             | 4′    |
| 5.               | Nachthorn          | 2′    |
| 6.               | Carnett V          |       |
| 7.               | Mixtur IV–VI       | 1 ⁄3′ |
| 8.               | Spanische Trompete | 8′    |

| II Schwellwerk C–g3 |                 |        |
| 9.                  | Rohrflöte       | 8′     |
| 10.                 | Koppelflöte     | 4′     |
| 11.                 | Principal       | 4′     |
| 12.                 | Quinte          | 2 ⁄3′  |
| 13.                 | Octave          | 2′     |
| 14.                 | Terz            | 1 3⁄5′ |
| 15.                 | Scharff IV      | 1′     |
| 16.                 | None            | 8⁄9′   |
| 17.                 | Basson-Hautbois | 16′    |
| 18.                 | Vox humana      | 8′     |
| 19.                 | Clairon         | 4′     |
|                     | Tremulant       |        |

| III Brustwerk C–g3 |             |      |
| 20.                | Holzgedeckt | 8′   |
| 21.                | Blockflöte  | 4′   |
| 22.                | Principal   | 2′   |
| 23.                | Sifflöte    | 1′   |
| 24.                | Zimbel III  | 1⁄2′ |
| 25.                | Krummhorn   | 8′   |
|                    | Tremulant   |      |

| Pedal C–f1 |               |         |
| 26.        | Offenbaß      | 16′     |
| 27.        | Octavbaß      | 8′      |
| 28.        | Rohrpommer    | 8′      |
| 29.        | Choralbaß     | 4′ + 2′ |
| 30.        | Pedalmixtur V | 2′      |
| 31.        | Posaune       | 16′     |
| 32.        | Trompete      | 8′      |
| 33.        | Clairon       | 2′      |

- Koppeln: II/I, III/I, III/II, I/P, II/P, III/P
- Spielhilfen: 6 programmierbare Registrierungen, Organo-pleno als Knopf

Der von Stumpf entworfene Prospekt gliedert sich in drei Kompartimente aus Rechteckkästen, deren Höhe von links nach rechts abnimmt. Der mittlere Kasten enthält das Schwellwerk, davor angebracht das freitragende Brustwerk. Im Sockelstreifen unter den Prospektpfeifen sind die waagerecht angebrachten Becher der Spanischen Trompete zu sehen. Die Verkleidung mit Edelholzpaneelen entspricht der Deckengestaltung der schrägen Dachkonstruktion.

## Glocken
In dem freistehenden Kirchturm läuten seit Weihnachten 1970 vier Glocken, die in der Glockengießerei Friedrich Wilhelm Schilling in Heidelberg gegossen wurden:
| Glocke | Name      | Gewicht  | Schlagton | Inschrift                    |
| ------ | --------- | -------- | --------- | ---------------------------- |
| 1      | Glaube    | 1304 kg0 | e′        | „Ich künde den Glauben“      |
| 2      | Hoffnung  | 887 kg   | fis′      | „Ich vertraue auf den Herrn“ |
| 3      | Liebe     | 782 kg   | gis′      | „Ich mahne zur Liebe“        |
| 4      | Aveglocke | 463 kg   | h′        | „Ave Maria“.                 |

## Pfarrei St. Pius X.
Zum 12. Mai 2008 wurde aus den Aschaffenburger Pfarreien Herz Jesu und St. Pius X. die Pfarreiengemeinschaft „Zum Guten Hirten“ gebildet, wobei die Pfarreien rechtlich bestehen blieben. Die Pfarreiengemeinschaft gehört zum Dekanat Aschaffenburg-Stadt im Bistum Würzburg.
Liste der Pfarrer seit Bestehen der Pfarrei
- 1967–1981 Franz Roth, BGR, * 18. Januar 1912 in Sommerau (Eschau), 1937 zum Priester geweiht, † 6. Januar 1981 in Aschaffenburg
- 1981–1988 Walter Holzheimer, Monsignore, * in Schmalwasser
- 1988–1997 Georg Göring, Monsignore, * 1. August 1928 in Karlstadt, 19. Juli 1953 zum Priester geweiht, † 9. August 2005 in Aschaffenburg
- 1997–2008 Albert Leutbecher
- 2008–2017 Matthias Rosenberger